# Volea-Sviicivska, Volodîmîr-Volînskîi
Volea-Sviicivska (în ucraineană Воля-Свійчівська, poloneză Wolica Swojczowska) este un sat în comuna Halînivka din raionul Volodîmîr-Volînskîi, regiunea Volînia, Ucraina.

## Demografie
Componența lingvistică a localității Volea-Sviicivska
     Ucraineană (99,15%)
     Alte limbi (0,85%)
Conform recensământului din 2001, majoritatea populației localității Volea-Sviicivska era vorbitoare de ucraineană (99,15%), existând în minoritate și vorbitori de alte limbi.